# Christmas Wish
Albums de Gregory Porter
All Rise
(2020)
Singles
1. Everything's Not Lost
Sortie : 22 septembre 2023
2. Christmas Wish
Sortie : 13 octobre 2023

Christmas Wish est le septième album studio et le premier album de Noël du chanteur de jazz américain Gregory Porter. Il est sorti le 3 novembre 2023 sous les labels Blue Note et Decca Records.
L'album est enregistré au cours de l'année 2023 aux studios Sear Sound à New York et les orchestrations sont enregistrées aux studios Abbey Road à Londres. C'est le premier album de Gregory Porter sur le thème de Noël. Il contient des chants de Noël traditionnels ainsi que trois chansons originales écrites par Porter,,. L'album rend également hommage à des chanteurs, auteurs-compositeurs et interprètes dont Stevie Wonder, Ella Fitzgerald, Marvin Gaye, Dinah Washington et Nat King Cole.
Le premier extrait de l'album, Everything's Not Lost, est sorti le 22 septembre 2023, avec l'annonce de l'album, suivi de la chanson du même titre, Christmas Wish.

## Liste des titres
| 1.    | Silent Night                                          | Franz Xaver Gruber                                             | 3:28 |
| 2.    | Christmas Waltz                                       | - Jule Styne - Sammy Cahn                                      | 3:21 |
| 3.    | Everything’s Not Lost                                 | Gregory Porter                                                 | 4:08 |
| 4.    | Someday at Christmas                                  | - Bryan Wells - Ron Miller                                     | 2:55 |
| 5.    | Purple Snowflakes                                     | - Clarence Paul - Dave Hamilton                                | 3:45 |
| 6.    | Little Drummer Boy                                    | - Harry Simeone - Henry V. Onorati - Katherine Kennicott Davis | 2:52 |
| 7.    | What Are You Doing New Year’s Eve? (feat. Samara Joy) | Frank Loesser                                                  | 3:56 |
| 8.    | Christmas Wish                                        | Porter                                                         | 3:54 |
| 9.    | Cradle in Bethlehem                                   | - Alfred Bryan - Lawrence Larry Stock                          | 4:13 |
| 10.   | Do You Hear What I Hear?                              | - Gloria Shayne Baker - Noël Regney                            | 3:42 |
| 11.   | Christmas Time is Here                                | - Lee Mendelson - Vince Guaraldi                               | 3:43 |
| 12.   | Heart for Christmas                                   | Porter                                                         | 4:20 |
| 44:00 |                                                       |                                                                |      |

## Crédits
- Gregory Porter – chant
- Samara Joy – chant (7)
- Chip Crawford – piano
- Emanuel Harrold – batterie , percussions
- Grégoire Maret – harmonica
- Jamal Nichols – guitare basse
- Ondřej Pivec – Orgue Hammond
- Tivon Pennicott – flûte, saxophone soprano, saxophone ténor
- Stephanie Fisher-Alvarenga, Chris Ashley Anthony, Scheherazade Holman – chœurs
- Kingdom Orchestra – orchestre

## Classements hebdomadaires
| Classement (2023–24)          | Meilleure position |
| ----------------------------- | ------------------ |
| Allemagne (Media Control AG)  | 26                 |
| Autriche (Ö3 Austria Top 40)  | 14                 |
| Belgique (Wallonie Ultratop)  | 171                |
| Écosse (OCC)                  | 11                 |
| États-Unis (Top Jazz Albums)  | 23                 |
| France (SNEP)                 | 109                |
| Pays-Bas (Vinyl Top 33)       | 22                 |
| Royaume-Uni (UK Albums Chart) | 14                 |
| Suisse (Schweizer Hitparade)  | 51                 |